# Emanuele Berti
Emanuele Berti (n.  ?) este un fizician gravitațional, profesor la Universitatea Johns Hopkins din SUA, președinte ales a Societății Internaționale de Relativitate Generală și Gravitație, membru al Societății americane de Fizică (American Physical Society), fiind anterior conducătorul secției de fizică gravitațională din cadrul Societății americane de fizică în anii 2016- 2019.

## Biografie
A absolvit Universitatea La Sapienza din Roma, PhD din anul 2002, după care a făcut stagii postdoctorale la Universitatea Aristotel din Salonic, la Institutul de astrofizică din Paris, la Universitatea Washington din Saint Louis, și JPL/Caltech. Din anul 2009 este profesor la Universitatea Mississipi din SUA, iar din 2018 este profesor deplin la Universitatea Johns Hopkins.

## Preocupări științifice
Preocupările științifice principale sunt axate pe fizica gravitațională și manifestările acestei în astrofizică. În particular îl interesează structura, stabilitatea, condițiile de formare și evoluția stelelor neutronice și a găurilor negre. De asemenea îl interesează signaturile undelor gravitaționale in cadrul teoriilor de gravitație modificate, evoluția găurilor negre binare astrofizice și posibilitatea detectării undelor gravitaționale cu ajutorul LISA (Laser Interferometer Space Antena).

## Distincții
- 2016. Premiul NSF CAREER
- 2023. Premiul Richard Issacson al Societății Americane de Fizică pentru cercetările în domeniul undelor gravitaționale